# Carretera Zuya-Llodio
La carretera que une los municipios alaveses de Zuya y Llodio recibe el nombre de  A-2522  en territorio de Álava, mientras que en Vizcaya se denomina  BI-2522 . Comienza en el empalme con la  A-624  al sur de Ciorraga y, tras discurrir paralela a la autopista  AP-68  a lo largo de sus 17 kilómetros y pasar por la localidad vizcaína de Orozco, desemboca en la  A-625  en Areta.
Su construcción se debió a la necesidad de establecer un camino real que comunicase Vitoria y Bilbao por el puerto de Altube. Este camino se corresponde en la actualidad con la  N-622 , el tramo Murguía-Ciorraga de la  A-624 , la carretera que ocupa este artículo y la  BI-625  desde Areta hasta Bilbao. Antes de la transferencia de las carreteras locales y comarcales a las administraciones territoriales, esta carretera se denominó  L-6212 .

## Trazado
| Velocidad | Esquema | Carretera que enlaza                                     |
| --------- | ------- | -------------------------------------------------------- |
|           |         | BI-625 Llodio - Amurrio - Orduña                         |
|           |         | Areta                                                    |
|           |         | AP-68 Bilbao - Miranda de Ebro - Zaragoza                |
|           |         |                                                          |
|           |         | BI-4511 Murueta                                          |
|           |         | Bengoechea                                               |
|           |         | Orozco                                                   |
|           |         | Orozco BI-3513 Artea                                     |
|           |         |                                                          |
|           |         | A-3616 Berganza - Lezama                                 |
|           |         | Barambio                                                 |
|           |         | Ciorraga                                                 |
|           |         | A-624 Murguía - Amurrio AP-68 Miranda de Ebro - Zaragoza |